# Nicole Berger

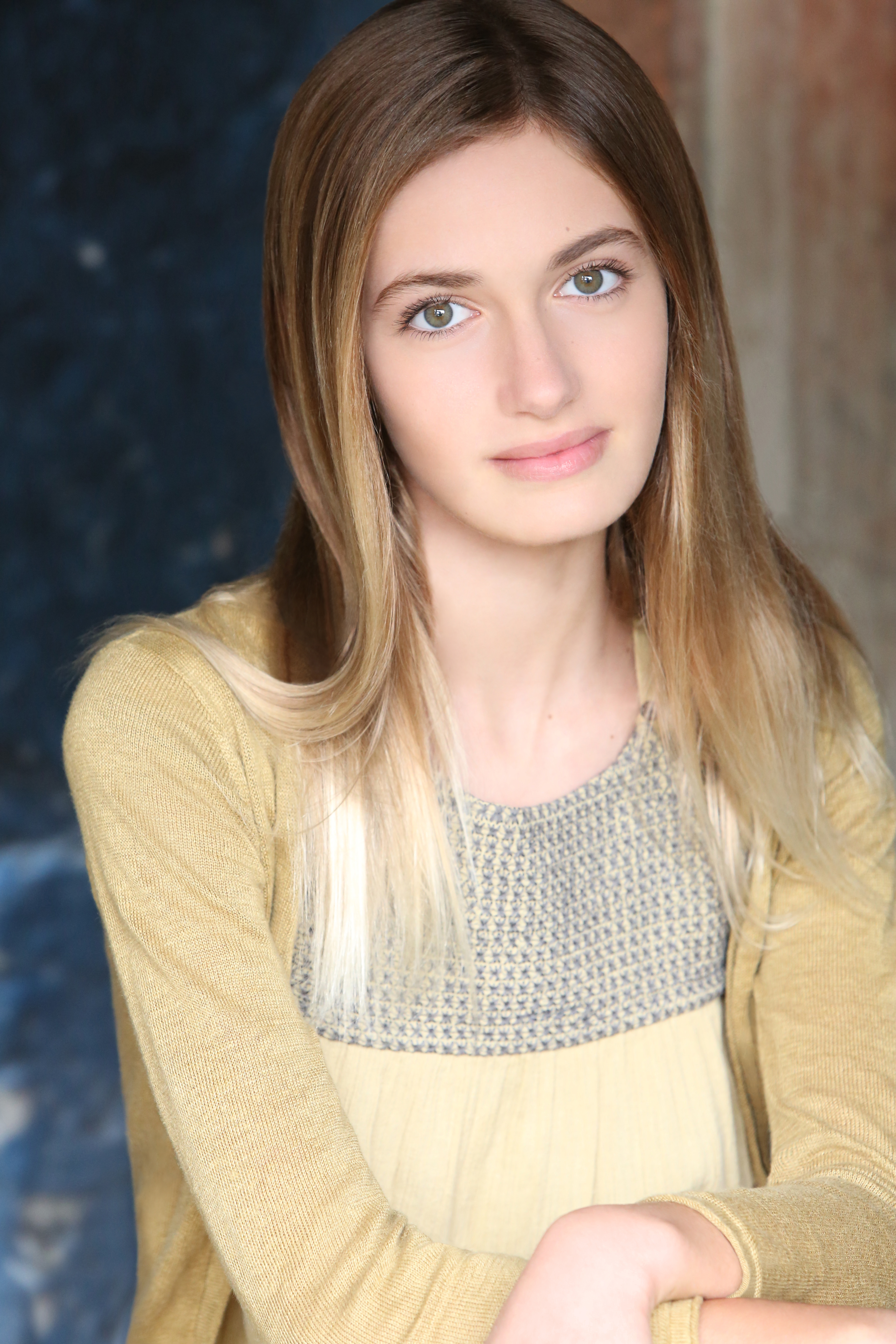

Nicole Berger, nata Nicole Gouspeyre (Parigi, 12 giugno 1934 – Eure, 13 aprile 1967), è stata un'attrice francese.

## Biografia
Nata a Parigi, ebbe una breve carriera teatrale prima di entrare nel mondo del cinema. Il suo primo ruolo importante è quello nel film Quella certa età del 1954.
Ha continuato a recitare venendo diretta da importanti registi cinematografici; nel 1966 è protagonista della serie televisiva Cécilia, médecin de campagne.
È deceduta per le ferite riportate sei giorni dopo un incidente automobilistico avvenuto a Eure, durante il quale è stata sbalzata dall'auto che guidava. Sua passeggera era la cantante e attrice Dany Dauberson, che sopravvisse ma che non si riprese mai completamente dall'incidente, che pose fine alla sua carriera.

## Filmografia parziale

### Cinema
- Il peccato di Giulietta (Julietta), regia di Marc Allégret (1953)
- Quella certa età (Le blé en herbe), regia di Claude Autant-Lara (1954)
- Mia moglie non si tocca (Le printemps, l'automne et l'amour), regia di Gilles Grangier (1955)
- Le diavolerie di Till (Les aventures de Till L'espiègle), regia di Gérard Philipe e Joris Ivens (1956)
- Colui che deve morire (Celui qui doit mourir), regia di Jules Dassin (1957)
- Festa di maggio (Premier mai), regia di Luis Saslavsky (1958)
- La legge del vizio (Filles de nuit), regia di Maurice Cloche (1958)
- La ragazza del peccato (En cas de malheur), regia di Claude Autant-Lara (1958)
- Véronique et son cancre, regia di Éric Rohmer (1958) - cortometraggio
- Dragatori di donne (Les dragueurs), regia di Jean-Pierre Mocky (1959)
- Tutti i ragazzi si chiamano Patrick (Charlotte et Véronique, ou Tous les garçons s'appellent Patrick), regia di Jean-Luc Godard (1959)
- L'assedio di Sidney Street (The Siege of Sidney Street), regia di Robert S. Baker e Monty Berman (1960)
- Tirate sul pianista (Tirez sur le pianiste), regia di François Truffaut (1960)
- La spiata (La dénonciation), regia di Jacques Doniol-Valcroze (1962)
- Pelle d'oca (Chair de poule), regia di Julien Duvivier (1963)
- La permission, regia di Melvin Van Peebles (1967)

### Televisione
- Cécilia, médecin de campagne - serie TV, 13 episodi (1966)